# Еко-кашрут
Еко-кашрут, який також називають еко-кошерним рухом, — це рух за поширення системи кашруту, або єврейських дієтичних законів, на сучасні екологічні, соціальні та етичні проблеми, а також за сприяння сталому розвитку.
Цей рух розпочався у 1970-х роках серед американських євреїв-реконструкціоністів, а еко-кашрут або еко-кошерні підходи відродилися у 1990-х роках завдяки роботам рабина-реконструкціоніста, письменника та активіста Артура Васкова. Третя хвиля руху за еко-кашрут або еко-кошерність розпочалася в середині 2000-х років, частково спричинена низкою скандалів навколо кошерних виробництв.

## Історія
Рабин Залман Шахтер-Шаломі, засновник Єврейського руху за відродження, вважається автором ідеї та розробником еко-кашруту наприкінці 1970-х років. Він сформулював еко-кашрут як еволюціонуючий набір практик, які виходять за рамки традиційного кашруту, беручи до уваги людські та екологічні витрати на виробництво та споживання продуктів харчування при прийнятті рішень про те, що їсти, а що ні.

## Сучасний рух
Зовсім недавно цей рух підтримали інші євреї, що дотримуються кошерності, які прагнуть їсти тільки ту їжу, яка була вироблена етично і стійко, а в ідеалі — з місцевих джерел. Еко-Кашрут також знаходить своє вираження у спільному використанні екологічно чистої суботньої їжі.
Еко-кашрут пов'язаний з Маген Цедек («Щит Справедливості»), додатковою сертифікацією продуктів харчування, за яку виступає Рабинська Асамблея та інші представники консервативного руху, що має на меті вирішити питання здоров'я, безпеки та інших трудових питань у виробництві продуктів харчування. На тлі опозиції з боку ортодоксального руху, станом на серпень 2017 року жодна продукція не була сертифікована цим знаком.